# Чемпіонат Канади з футболу
Чемпіонат Канади (англ. Canadian Championship; фр. Championnat canadien) — щорічний футбольний турнір, у якому беруть участь чоловічі професійні футбольні команди Канади. Переможець отримує Кубок Вояджерс і путівку в Лігу чемпіонів КОНКАКАФ. У чемпіонаті змагаються команди Вищої футбольної ліги «Торонто», «Ванкувер Вайткепс» і «Монреаль», вісім команд канадської Прем’єр-ліги, а також чемпіони Першої ліги Онтаріо, Першої ліги Британської Колумбії та Прем’єр-ліги Квебеку. Турнір організований Канадською футбольною асоціацією і транслюється на телевізійному каналі «OneSoccer» з 2019 року.

## Результати

### За клубом
| Рік  | Чемпіон           | Віцечемпіон       | Учасників |
| ---- | ----------------- | ----------------- | --------- |
| 2008 | Монреаль Імпакт   | Торонто           | 3         |
| 2009 | Торонто           | Ванкувер Вайткепс | 3         |
| 2010 | Торонто           | Ванкувер Вайткепс | 3         |
| 2011 | Торонто           | Ванкувер Вайткепс | 4         |
| 2012 | Торонто           | Ванкувер Вайткепс | 4         |
| 2013 | Монреаль Імпакт   | Ванкувер Вайткепс | 4         |
| 2014 | Монреаль Імпакт   | Торонто           | 5         |
| 2015 | Ванкувер Вайткепс | Монреаль Імпакт   | 5         |
| 2016 | Торонто           | Ванкувер Вайткепс | 5         |
| 2017 | Торонто           | Монреаль Імпакт   | 5         |
| 2018 | Торонто           | Ванкувер Вайткепс | 6         |
| 2019 | Монреаль Імпакт   | Торонто           | 13        |
| 2020 | Торонто           | Форч              | 2         |
| 2021 | КФ Монреаль       | Торонто           | 13        |
| 2022 | Ванкувер Вайткепс | Торонто           | 13        |
| 2023 | Ванкувер Вайткепс | КФ Монреаль       | 14        |
| 2024 | Ванкувер Вайткепс | Торонто           | 14        |

1. ↑  Турнір був укорочений через пандемію коронавірусної хвороби

| № | Клуб              | Чемпіон | Віцечемпіон | Роки перемог                                   | Участей |
| - | ----------------- | ------- | ----------- | ---------------------------------------------- | ------- |
| 1 | Торонто           | 8       | 5           | 2009, 2010, 2011, 2012, 2016, 2017, 2018, 2020 | 15      |
| 2 | КФ Монреаль       | 5       | 3           | 2008, 2013, 2014, 2019, 2021                   | 14      |
| 3 | Ванкувер Вайткепс | 3       | 7           | 2015, 2022, 2023                               | 14      |
| 4 | Форч              | 0       | 1           |                                                | 4       |